# Sula (Noorwegen)
Sula is een gemeente en eiland in de Noorse provincie Møre og Romsdal. De gemeente telde 9007 inwoners in januari 2017. Het bestuur van de gemeente is gevestigd in Langevåg.
Ålesund · Aukra · Aure · Averøy ·  Fjord · Giske · Gjemnes · Haram · Hareid · Herøy · Hustadvika · Kristiansund ·  Molde · Ørsta · Rauma · Sande · Smøla · Stranda · Sula · Sunndal · Surnadal · Sykkylven · Tingvoll · Ulstein · Vanylven · Vestnes · Volda

Fylker van Noorwegen